# Марселла Мескер
Марселла Мескер (Marcella Mesker, нар. 23 травня 1959) — колишня професійна нідерландська тенісистка.
Здобула один одиночний та шість парних титулів туру WTA. У 1980 році досягла фіналу Відкритого чемпіонату США з тенісу в парномі розряді.
Найвищу одиночну позицію світового рейтингу — 31 місце досягла 14 березня 1983, парну — 34 місце — 21 грудня 1986 року.
Завершила кар'єру 1988 року.

## Фінали турнірів WTA
| Легенда     |
| Grand Slam  |
| Tier I      |
| Tier II     |
| Tier III    |
| Tier IV & V |

### Одиночний розряд 1 (1–0)
| Результат | Ранг | Дата           | Турнір             | Покриття  | Опонент     | Рахунок       |
| Перемога  | 1.   | 2 березня 1986 | Оклагома-Сіті, USA | Килим (i) | Лорі Макніл | 6–4, 4–6, 6–3 |

### Парний розряд 14 (6–8)
| Результат | Ранг | Дата              | Турнір                                      | Покриття   | Партнер           | Опоненти                             | Рахунок       |
| Поразка   | 1.   | 2 січня 1980      | Відкритий чемпіонат Австралії з тенісу      | Трава      | Лінн Гаррісон     | Джуді Чалонер Даян Еверс             | 2–6, 6–1, 0–6 |
| Перемога  | 1.   | 15 травня 1983    | Лугано, Швейцарія                           | Ґрунт      | Крістіан Жоліссен | Петра Делес Патрісія Медрадо         | 6–2, 3–6, 7–5 |
| Перемога  | 2.   | 23 січня 1984     | Денвер, USA                                 | Тверде (i) | Енн Гоббс         | Шеррі Екер Кенді Рейнолдс            | 6–2, 6–3      |
| Перемога  | 3.   | 30 січня 1984     | Піттсбург, USA                              | Килим (i)  | Крістіан Жоліссен | Анна-Марія Фернандес Трей Льюїс      | 7–6, 6–4      |
| Перемога  | 4.   | 13 травня 1984    | Лугано, Швейцарія                           | Тверде (i) | Крістіан Жоліссен | Іва Бударжова Марцела Скугерська     | 6–4, 6–3      |
| Поразка   | 2.   | 6 січня 1985      | Ginny Championships 1985, USA               | Тверде     | Крістіан Жоліссен | Бетсі Нагелсен Пола Сміт             | 3–6, 4–6      |
| Поразка   | 3.   | 11 березня 1985   | US Indoors                                  | Килим (i)  | Елізабет Смайлі   | Мартіна Навратілова Пем Шрайвер      | 5–7, 2–6      |
| Поразка   | 4.   | 17 березня 1985   | Даллас, USA                                 | Килим (i)  | Паскаль Параді    | Барбара Поттер Шерон Волш            | 7–5, 4–6, 6–7 |
| Поразка   | 5.   | 12 серпня 1985    | Мастерс Канада                              | Тверде     | Паскаль Параді    | Джиджі Фернандес Мартіна Навратілова | 4–6, 0–6      |
| Перемога  | 5.   | 11 листопада 1985 | Гілверсум, Нідерландські Антильські острови | Килим (i)  | Катрін Танв'є     | Сандра Чеккіні Сабрина Голеш         | 6–2, 6–2      |
| Поразка   | 6.   | 15 грудня 1985    | Tokyo Indoor, Японія                        | Килим (i)  | Елізабет Смайлі   | Клаудія Коде-Кільш Гелена Сукова     | 0–6, 4–6      |
| Перемога  | 6.   | 2 березня 1986    | Оклагома-Сіті, USA                          | Килим (i)  | Паскаль Параді    | Лорі Макніл Катрін Сюїр              | 2–6, 7–6, 6–1 |
| Поразка   | 7.   | 24 травня 1987    | Страсбург, Франція                          | Ґрунт      | Кетлін Горват     | Яна Новотна Катрін Суїр              | 0–6, 2–6      |
| Поразка   | 8.   | 12 липня 1987     | Belgian Open                                | Ґрунт      | Кеті Горват       | Беттіна Бюнге Мануела Малеєва        | 6–4, 4–6, 4–6 |